# Sofia Vembo
Sofia Vembová (řecky: Σοφία Βέμπο; 10. února 1910 Gallipoli, Východní Thrákie, Turecko, – 11. března 1978 Athény, Řecko) byla přední řeckou zpěvačkou a herečkou v meziválečném období, přičemž aktivní zůstala až do 50. let. Proslavila se svými vlasteneckými písněmi v době Italsko-řecké války, kdy byla nazývána “Zpěvačkou vítězství”.
Její pravé jméno bylo Efi Vembu (Έφη Μπέμποu). Narodila se v Gallipoli (turecky: Gelibolu; řecky: Καλλίπολη, tedy “překrásné město”), ve východní Thrákii v Turecku roku 1910. Po katastrofě v Malé Asii se její rodina vrátila do Tsaritsani v Řecku, kde její otec pracoval v tabákovém průmyslu, a později se přesídlila do Volosu, rovněž v Řecku.
Svou kariéru započala v Soluni na počátku 30. let. V zimě roku 1933 ji angažoval Fotis Samartzis z divadla Kentrikon do revue “Papoušek 1933”. Poté začala Vembová nahrávat romantické písně pro Columbia company, k jejichž proslavení přispěl především její nezaměnitelný kontraalt.
Na pěvecký vrchol jí dopomohl italský útok na Řecko 28. října 1940. Její vlastenecké a satirické písně byly tehdy jedinou útěchou a inspirací pro bojující vojáky. V té době také Vembová nabídla 2000 zlatých liber ze svých vlastních zdrojů na podporu řeckého námořnictva. V dubnu 1941 přišla německá invaze a okupace země, v důsledků kterých se Vembová ocitla na Středním Východě. I tam však pokračovala se svými hudebními vystoupeními pro řecké vojáky v exilu.
Po válce, roku 1949, otevřela své vlastní divadlo zvané “Vembo Theatre” v Athénách ve čtvrti Metaxourgeio. V roce 1957 si vzala svého dlouholetého milence Mimise Traiforose. V 60. letech zpívala čím dál méně, až na počátku sedmdesátých let s kariérou nadobro skončila. Zemřela 11. března roku 1978. Za svou snahu a celkově významnou roli pro zemi v době okupace fašistickou Osou získala od řecké armády hodnost majora.

## Filmografie
- The Prosfygopoula (1938) v roli Sofie Nakos
- Stella (1955) v roli Marie
- Stournara 288 (1959) v roli Jenny